# WAJM
WAJM (88.9 FM) est une station radio d'Atlantic City mise en place par les étudiants de la Atlantic City High School. WAJM est la seule station de radio géré par des étudiants à Atlantic City. La station diffuse différents types de musiques comme de la country, de la musique classique, de la pop, du rock, 70s et 80s, mais le plus souvent du hip-hop et du RnB.